# 8594 Albifrons
A 8594 Albifrons (ideiglenes jelöléssel 2245 T-1) a Naprendszer kisbolygóövében található aszteroida. Cornelis Johannes van Houten, Ingrid van Houten-Groeneveld és Tom Gehrels fedezte fel 1971. március 25-én.